# Achille Lauro (cantor)
Lauro De Marinis (Verona, Vêneto, 11 de julho de 1990), conhecido profissionalmente como Achille Lauro, é um cantor, rapper e compositor italiano. Ganhou popularidade na cena do hip hop italiano e competiu no Festival de Sanremo 2019 com a música "Rolls Royce", na edição de 2020 com a música "Me ne frego", e na edição de 2022 com a música "Domenica". Irá representar o San Marino no Festival Eurovisão da Canção 2022 com a música "Stripper", depois de vencer a final nacional Una Voce per San Marino. 

## Discografia

### Álbuns
- Achille Idol Immortale (2014)
- Dio c'è (2015)
- Ragazzi madre (2016)
- Pour l'amour (2018)
- 1969 (reeditado como 1969: Achille Idol Rebirth em 2020) (2019)
- 1990 (2020)
- 1920 (2020)
- Lauro (reeditado como Lauro: Achille Idol Superstar em 2022) (2021)

### EPs
- Young Crazy (2015)

### Singles
- "Amore mi" (2017)
- "Non sei come me" (2017)
- "Thoiry Remix" (em colaboração com Gemitaiz, Quentin40 e Puritano) (2018)
- "Midnight Carnival" (em colaboração com Gow Tribe e Boss Doms) (2018)
- "Ammò" (em colaboração com Clementino e Rocco Hunt) (2018)
- "Mamacita" (em colaboração com Vins) (2018)
- "Rolls Royce" (2019)
- "C'est la vie" (2019)
- "1969" (em colaboração com Boss Doms e Frenetik & Orang3) (2019)
- "Delinquente" (2019)
- "1990" (2019)
- "Me ne frego" (2020)
- "16 marzo" (2020)
- "Bam Bam Twist" (em colaboração com Gow Tribe e Frenetik & Orang3) (2020)
- "Maleducata" (2020)
- "Jingle Bell Rock" (em colaboração com Annalisa) (2020)
- "Solo noi" (2021)
- "Marilù" (2021)
- "Mille" (com Fedez e Orietta Berti) (2021)
- "Latte+" (2021)
- "Io e te" (2021)
- "Domenica" (2022)
- "Stripper" (2022)